# Yangming
Yangming (en chino, 阳明; pinyin, Yángmíng) es un distrito urbano bajo la administración directa de la Prefectura Mudanjiang  en la Provincia de Heilongjiang, República Popular China.  Su área es de 1302 km² y su población total para 2010 superó los 250 mil habitantes. 

## Administración
Desde julio de 2023, el  Distrito Yangming  se divide en 8 pueblos que se administran en 4 subdistritos y 4   poblados.